# هيلينا أنتيبوف
هيلينا فلاديميرنا أنتيبوف (بالإنجليزية: Helena Antipoff)‏ ولدت في 25 مارس 1892 - وتوفيت في 9 أغسطس 1974. كانت طبيبة نفسية برازيلية روسية المولد. ولدت في غرودنو في ما هو معروف الآن بيلاروسيا لعائلة أرستقراطية، وانتقلت العائلة من الإمبراطورية الروسية إلى باريس بسبب الاضطرابات الاجتماعية المتزايدة. أثناء وجودها هناك، حصلت هيلينا على درجة البكالوريوس من جامعة السوربون في عام 1911 وتم تدريبها تحت إشراف تيودور سيمون في مختبر ألفريد بينيه. أمضت أنتيبوف السنوات الأربع التالية في معهد جان جاك روسو للدراسة تحت إشراف إدوارد كلاباريد، وتخرجت بدرجة علمية في علم النفس التربوي. وأثناء وجودها هناك، أصبحت من أنصار أسلوب التعليم المدرسي النشط، مع التركيز على التعلم المستقل للطلاب.

## سيرة ذاتية
عادت أنتيبوف إلى روسيا في عام 1916 لرعاية والدها الذي أصيب في الحرب العالمية الأولى. وبقيت في روسيا حتى عام 1924، وتزوجت من فيكتور إريتزكي وأنجبت ابنًا، دانييل إريتزكي أنتيبوف، خلال تلك الفترة. في عام 1924، نشرت مقالة حول القدرات المعرفية لدى الأطفال. كما قامت بتدريس علم النفس التربوي في جامعة ميناس جيرايس الفيدرالية بعد أن أصبحت مواطنة برازيلية في عام 1952. بعد وفاتها في عام 1974، تم تأسيس مؤسسة هيلينا أنتيبوف، والتي تواصل عملها. قال عنها حاكم ولاية ميناس جيرايس، ميلتون كامبوس، وعن المؤسسة: «لقد زرعت عشرة آلاف بذرة في برائتنا. سيستمر الآن جميع المعلمين والطلاب الذين لمست حياتهم في مواصلة عملها».